# José Fiansón
José Fiansón Schmidt, (Lima, 20 de mayo de 1870-Chosica, 24 de febrero de 1952) fue un poeta peruano. Uno de los representantes del modernismo de su país.

## Biografía
Hijo de Julio César Fiansón y María Julia Schmidt. Cursó su educación primaria en el Liceo Peruano, la Escuela Superior de Comercio y el Colegio de Pedro Barrós; y la secundaria en el Instituto de Lima, el Colegio Nacional Nuestra Señora de Guadalupe y el Convictorio Peruano. Sus estudios superiores los inició en 1902, en la Universidad Mayor de San Marcos.
Literariamente se dio a conocer publicando sus creaciones poéticas en diarios y revistas de Lima, en los años 1890 y 1900. Con el auspicio de los literatos José Santos Chocano y Clemente Palma ingresó al Ateneo de Lima en 1899. 
En 1908 se estableció en Chosica, poblado situado a 40 km al este de la ciudad de Lima, donde permaneció por el resto de su vida. Llegó a ser sucesivamente gobernador, juez de paz y secretario de la municipalidad local. A partir de 1911 ofició de corresponsal del diario El Comercio de Lima. 
Cantó el paisaje de Chosica, a la que llamó Villa del Sol. Pocos años antes de su muerte, el concejo municipal le rindió homenaje, coronándole como el Poeta de la Villa del Sol (29 de julio de 1948).

## Obra
Su obra poética se halla dispersa en diarios y revistas de Lima: El Perú Ilustrado (1890-1891), La Idea (1891-1892), El Iris (1893), El Perú Artístico (1894), La Neblina (1896-1897), La Gran Revista (1897-1898), Lima Ilustrada (1899-1902) y El Modernismo (1900). 
Algunas de sus composiciones fueron compiladas por Francisco E. Ruiz Alarco:
- Antología de José Fiansón (Homenaje al poeta coronado… el “Poeta de la Villa del Sol” (1948).

## Valoración
Fiansón fue de la misma generación de José Santos Chocano, el “cantor de América” considerado como la cumbre del modernismo peruano. Sin embargo, a decir del crítico Manuel Beltroy, Fiansón sería el exponente más avanzado de dicha tendencia en el Perú, pues fue quien mejor realizó en sus versos la doctrina plástica y musical del parnasianismo. Su poema Foederis Arca es considerado como uno de los mejores, sino el mejor, del modernismo peruano.
Dice Luis Alberto Sánchez: «Fiansón es un poeta del amor. Perseguido por la inacabable obsesión erótica, empezó escribiendo magníficas composiciones de corte modernista, las más auténticamente rubendaríacas de su tiempo (Foederis Arca, Hacia Damasco, etc.).» Sus creaciones aparecían en las más importantes revistas de Lima. Esa primera etapa de su obra se prolongó hasta 1910. Luego, a decir de Sánchez, decayó su calidad y se limitó a publicar sonetos galantes en el diario El Comercio. Tampoco sería de interés literario sus prosas de cronista de la Villa del Sol, como llamaba a Chosica, donde vivió sus últimos años.

## Un ejemplo de su poesía
LA NEBLINA
PARA JOSÉ S. CHOCANO
La neblina es la virgen entumecida de formas pálidas,
hechas de vahos níveos, pavor de mares, polvo de estrellas,
que va dejando pura, nerviosa y triste sus finas huellas
en mañanas sombrías, en tardes de oro y en noches cálidas.
Ella es la rica veste con que se cubren de las Castálidas,
cuerpos en que se mezclan con alabastros rosas doncellas,
o estremecida gasa con la que esfuman sus tintas bellas
grupos de mariposas que alegres surgen de sus crisálidas.

Los brillantes matices sinfonizados en primaveras,
los sutiles aromas embebecidos en esperanzas,
que se desvanecieron sobre las ondas de mis dolores.